# Einsatzführungsbereich 2

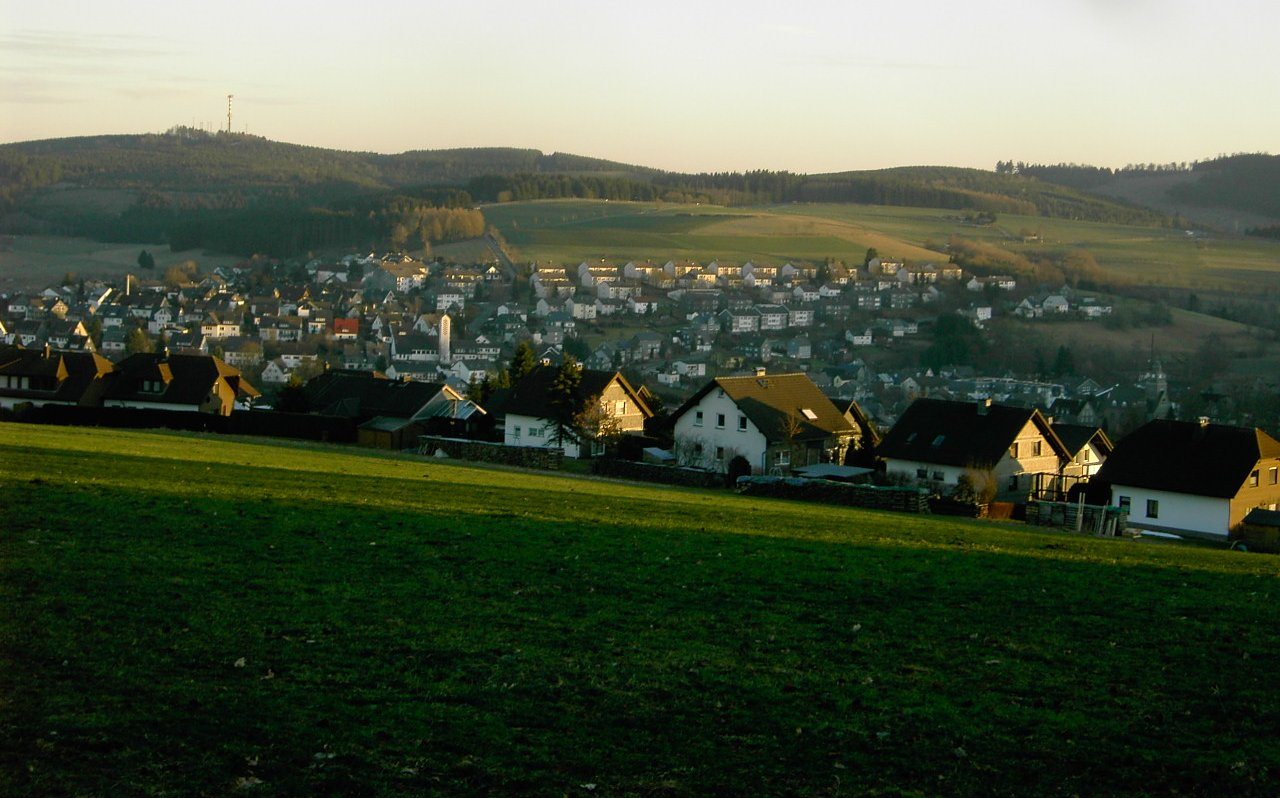
Blick von der Hachenberg-Kaserne auf Erndtebrück.

Der Einsatzführungsbereich 2 (kurz EinsFüBer 2 oder EFB 2) mit dem zugehörigen stationären Control and Reporting Centre (CRC) „Loneship“ ist ein Verband mit Regimentsstatus der deutschen Luftwaffe. Der Führungsstab des Verbandes, das stationäre CRC im neuen Einsatzgebäude, wie auch die Ausbildungs-, Test und Trainingseinrichtung (ATT) „Slate Rock“ sind in der Hachenberg-Kaserne in Erndtebrück stationiert. Der Verband untersteht dem Zentrum Luftoperationen.

## Auftrag
Der Einsatzführungsbereich 2 ist Teil des Einsatzführungsdienstes der Luftwaffe. Der Auftrag besteht in der operationellen Nutzung des zugehörigen CRC der Luftwaffe im Verbund der integrierten NATO-Luftverteidigung und der Ausbildung des Personals des Einsatzführungsdienstes. Dabei erfüllt er folgende Aufgaben:
- Überwachung, Schutz und Verteidigung des zugewiesenen Luftraums der Bundesrepublik Deutschland
- Erstellung, Führung und Bewertung der „Recognized Air Picture“ (AP) im Zuständigkeitsbereich
- Taktische Führung und Unterstützung von Luftstreitkräften
- Koordination militärischer Flugbewegungen mit dem NATO CAOC 2, den nationalen Surface to Air Missile Operations Centers (SAMOC), dem Nationalen Lage- und Führungszentrum für Sicherheit im Luftraum bis hin zu „Air Policing“ mit den Nachbarstaaten
- Übernahme der Luftraumüberwachung für ein anderes CRC sowie der Koordination und Steuerung von Schutz- und Verteidigungsmaßnahmen, einschließlich der Durchführung der erforderliche Abwehrmaßnahmen
- Sicherstellen der materiellen und operationellen Einsatzbereitschaft im 24-Stunden-Betrieb durchgängig an 365 Tagen im Jahr
- Wartung und Instandsetzung der eingesetzten Radargeräte und elektronischen Ausrüstung
- Führung der Unterstellten Einheiten und Einrichtungen
- Ausbildung des Personals im Einsatzführungsdienst

### Lehrgangsgebundene Ausbildung
Der Einsatzführungsbereich 2 ist die zentrale Ausbildungsstätte für die lehrgangsgebundene operationelle Ausbildung, aber auch die technische Grundlagenausbildung, bereichsübergreifend für das gesamte Einsatzführungspersonal der anderen Dienststellen des Einsatzführungsdienstes der Luftwaffe sowie anderer NATO-Partner. Jährlich durchlaufen mehr als 500 Lehrgangsteilnehmer(innen) die verschiedenen Ausbildungsgänge. Die Ausbildungs-, Test- und Trainingseinrichtung (ATT) des Einsatzführungsbereich 2 ermöglicht eine hochwertige und effiziente Ausbildung, die konsequent simulatorgestützte Ausbildungsabschnitte zur Ergänzung von LIVE-Ausbildungsanteilen konsequent lage- und einsatzbezogen zur Anwendung bringt.
Ausgebildet werden
- Einsatzführungsstabsoffizier, mit Lizenzprüfung
- Unteroffiziere, Feldwebel und Offiziere für den operationellen Einsatz in einem CRC, mit Lizenzprüfung
- Wartungs- und Instandsetzungspersonal sowie Administratoren für das Führungs- und Waffeneinsatzsystem der Luftwaffe GIADS, mit Leistungsnachweis
- Einsatzführungspersonal anderer NATO-Partner, mit Lizenzprüfung
- Personal ziviler Bedarfsträger

## Organisation

### Führung
| Einsatzführungsbereich 2                                      | Einsatzführungsbereich 2                                      | Einsatzführungsbereich 2                   | Einsatzführungsbereich 2                   |
| Kommandeur (Kdr A)                                            | Kommandeur (Kdr A)                                            | Kommandeur (Kdr A)                         | Kommandeur (Kdr A)                         |
| ------------------------------------------------------------- | ------------------------------------------------------------- | ------------------------------------------ | ------------------------------------------ |
| O Jens Dobrindt                                               |                                                               |                                            |                                            |
| Stellvertretender Kommandeur und Leiter Einsatzgruppe (Kdr B) | Stellvertretender Kommandeur und Leiter Einsatzgruppe (Kdr B) | Leiter Lehr- und Verfahrenszentrum (Kdr B) | Leiter Lehr- und Verfahrenszentrum (Kdr B) |
| OTL Jens Koch                                                 | OTL Jens Koch                                                 | OTL Kim Dierks                             | OTL Kim Dierks                             |

### Unterstellte Einheiten
| Lehr- und Verfahrenszentrum                     | Lehr- und Verfahrenszentrum                     | Lehr- und Verfahrenszentrum                     | Lehr- und Verfahrenszentrum | Lehr- und Verfahrenszentrum |
| Bezeichnung                                     | Bezeichnung                                     | Bezeichnung                                     | Standort                    | Standort                    |
| ----------------------------------------------- | ----------------------------------------------- | ----------------------------------------------- | --------------------------- | --------------------------- |
| Einsatzführungsausbildungsinspektion 23         | Einsatzführungsausbildungsinspektion 23         | Einsatzführungsausbildungsinspektion 23         | Erndtebrück                 | Erndtebrück                 |
| Lehrgruppe Ausbildung                           | Lehrgruppe Ausbildung                           | Lehrgruppe Ausbildung                           | Erndtebrück                 | Erndtebrück                 |
| Technik-, Taktik- und Vorschriftengruppe (TTVG) | Technik-, Taktik- und Vorschriftengruppe (TTVG) | Technik-, Taktik- und Vorschriftengruppe (TTVG) | Erndtebrück                 | Erndtebrück                 |

| Einsatzgruppe                   | Einsatzgruppe                   | Einsatzgruppe                   | Einsatzgruppe          | Einsatzgruppe                                           |
| Bezeichnung                     | Bezeichnung                     | Bezeichnung                     | Standort               | Bemerkung                                               |
| ------------------------------- | ------------------------------- | ------------------------------- | ---------------------- | ------------------------------------------------------- |
| CRC, Einsatzleitung             | CRC, Einsatzleitung             | CRC, Einsatzleitung             | Erndtebrück            | –                                                       |
| Einsatzführungsstaffel 21       | Einsatzführungsstaffel 21       | Einsatzführungsstaffel 21       | Erndtebrück            | –                                                       |
| Einsatzunterstützungsstaffel 22 | Einsatzunterstützungsstaffel 22 | Einsatzunterstützungsstaffel 22 | Erndtebrück            | –                                                       |
|                                 | Sensorzug II (Nord)             | Sensorzug II (Nord)             | Auenhausen             | –                                                       |
|                                 |                                 | AbgTZg 241, Crabtree (CT)       | Marienbaum             | HADR                                                    |
|                                 |                                 | AbgTZg 242, Backwash (BW)       | Brakel (Auenhausen)    | GM 406F                                                 |
|                                 |                                 | AbgTZg 243, Silver Cork (SI)    | Visselhövede           | GM 406F                                                 |
|                                 |                                 | AbgTZg 244, Round up (RU)       | Brockzetel             | HADR                                                    |
|                                 |                                 | AbgTZg 245, Bugle (BG)          | Brekendorf             | GM 406F                                                 |
|                                 | Sensorzug I (Süd)               | Sensorzug I (Süd)               | Lauda                  | –                                                       |
|                                 |                                 | AbgTZg 246, Hardwheel (HW)      | Birkenfeld (Erbeskopf) | HADR                                                    |
|                                 |                                 | AbgTZg 247, Batman (BN)         | Lauda-Königshofen      | GM 406F                                                 |
|                                 |                                 | AbgTZg 248, Coldtrack (CD)      | Freising               | GM 406F                                                 |
|                                 |                                 | AbgTZg 249, Sweet Apple (SA)    | Meßstetten             | HADR                                                    |
|                                 |                                 | AbgTZg 240, Loneship (LS)       | Erndtebrück            | GM 406F                                                 |
| Luftwaffensicherungsbataillon   | Luftwaffensicherungsbataillon   | Luftwaffensicherungsbataillon   | Erndtebrück            | Geplant sind mehrere Sicherungszüge für alle Standorte. |

## Geschichte
Der Verband wurde im April 1966 mit der Aufstellung der II. Abteilung des Fernmelderegimentes 33 unter Major Friedrich Thüring aufgestellt und war bis zur Gegenwart von Umstrukturierungen und Erweiterungen des Aufgabespektrums- aber auch immer wieder Abbau des Personalbestands betroffen. Trotzdem ist und bleibt auch in Zukunft der Luftwaffen-Standort Erndtebrück mit der Hachenberg-Kaserne einer der größten Arbeitgeber der Region.
Einer der Höhepunkte in der bewegten Geschichte des Verbandes war beispielsweise am 3. Oktober 1990, dem Tag der deutschen Einheit, die Übernahme der Überwachung des Luftraumes über den neuen Bundesländern. Vom Zeitpunkt der Wiedererlangung der vollen Souveränität bis zum 5. Oktober 1992 wurde dann vom verbandseigenen Gefechtsführungs- und Luftverteidigungsbunker „Erich“ zusammen mit dem Zentralen Gefechtsstand 14 der ehemaligen Luftstreitkräfte der Nationalen Volksarmee der ostdeutsche Luftraum überwacht. Heute wird dieser Luftraum durch den Einsatzführungsbereich 3 überwacht.
Der Einsatzführungsbereich in seiner heutigen Form und Personalstärke entstand am 1. Oktober 2004 durch Zusammenlegung mit der bis dahin bestehenden V. Lehrgruppe der Technischen Schule der Luftwaffe  (V./TSLw 1) und der Integration der Anteile Einsatzführungsbereich 1 zum 1. Januar 2014 im Bereich der Hachenberg-Kaserne zu Erndtebrück.
Der Einsatzführungsdienst der Luftwaffe wurde ein halbes Jahrhundert maßgeblich durch diesen Einsatzführungsbereich im Wittgensteiner Land geprägt, hat NATO-weit Bedeutung gewonnen und
wird im Kameradenkreisen liebevoll als „Mutterhaus des Einsatzführungsdienstes“ bezeichnet.
Mit der Umgliederung zum 1. Januar 2014 wurden im Einsatzführungsbereich 2 zwei Bataillonsäquivalente neu aufgestellt: das Lehr- und Verfahrenszentrum (LVZ) und die Einsatzgruppe (EinsGrp). Dabei wurde die Ausbildungsinspektion 23 dem LVZ unterstellt, die Einsatzführungskompanie 21 in Einsatzführungsstaffel 21 umbenannt und der EinsGrp unterstellt sowie die Stabs- und Unterstützungskompanie 22 in die Einsatzunterstützungsstaffel 22 umgegliedert und der EinsGrp unterstellt. Ebenso wurden dabei vier Radarstellungen des aufgelösten Einsatzführungsbereiches 1 integriert.
Am 1. April 2025 wurde ein Luftwaffensicherungsbataillon (LwSichBtl) aufgestellt, welche dem Einsatzführungsbereich 2 unterstellt wurde. Nach der Aufstellungsphase sollen bis zu 1500 Dienstposten, größtenteils mit Reservisten besetzt, für die verschiedenen Standorte des Verbands entstehen. Diese sollen vor Ort die Sicherung der Liegenschaften der AbgTZg übernehmen.

### Chronik
| Datum           | Ereignis |
| --------------- | --- |
| bis 1945        | die Blockhütte der Flugwache 33 (FluWa 33), im Bereich der heutigen Hachenberg-Kaserne zu Erndtebrück |
| Oktober 1965    | Vorkommando unter der Führung von Oberleutnant Wolfgang Roth verlegt nach Erndtebrück |
| April 1966      | Aufstellung der II. Abteilung des Fernmelderegimentes 33 aufgestellt und Major Friedrich Thüring |
| Mai 1967        | Feierliche Namensgebung Hachenberg-Kaserne für die Bundeswehr-Liegenschaft auf dem Hachenberg |
| 24. April 1968  | Fertigstellung der örtlichen Radarstellung der heutigen Stabs- und Unterstützungskompanie 22 und Aufnahme des 24-Stunden-Schichtdienstes (⊙)                                                                               |
| 4. Januar 1971  | Indienststellung der V. Lehrgruppe der Technischen Schule 2 der Luftwaffe (V./ TSLw 2) mit zwei Grundausbildungseinheiten                                                                                                  |
| 1. August 1971  | Auflösung der II. Abteilung des Fernmelderegimentes 33 und Verschmelzung mit der neu gegliederten V./ TSLw 2 |
| 1972            | Obsoleszenzersatz der elektronischen Datenverarbeitungsanlage in der Kampfführungsanlage und Aufwuchs des Verbands durch Indienststellung der „Internationalen Ausbildungsstelle“ (ITC)                                    |
| 1980er – 90er   | Operationelle Nutzung des FüWES Lw NATO Air Defence Ground Environment (NADGE), Nutzung des FüWES Lw German Air Defence Ground Environment (GEADGE) für Ausbildungszwecke                                                  |
| 3. Oktober 1990 | Übernahme der Luftraumüberwachung über dem Territorium Ostdeutschlands sowie Übernahme und Produktverbesserung des ehemaligen NVA-Führungs- und Waffeneinsatzsystems ARKONA.                                               |
| 1. April 1994   | Unterstellungsänderungen des Programmierzentrums der Luftwaffe für Luftverteidigung (ProgrZLwLV) unter das Luftwaffenversorgungsregiment 8 und Umbenennung des Verbandes von V./ TSLw 2 in V./ TSLw 1.                     |
| August 1998     | Wegen gravierender Brandschutzmängel Einstellung der operationellen Nutzung des Gefechtsführungsbunkers „Erich“ und Verlegung der Einsatzführung in Räumlichkeiten eines ehemaligen Hörsaalgebäudes der Hachenberg-Kaserne |
| 1. Januar 2002  | Umunterstellung des Programmierzentrums der Luftwaffe für Luftverteidigung zum neu aufgestellten Waffensystemunterstützungszentrum in Landsberg                                                                            |
| 2006            | Obsoleszenzersatz des veralteten ADMAR durch CIMACT |
| Januar 2009     | Aufstellung „Systemunterstützungszentrum für Führungssysteme der Luftwaffe“ und Aufwuchs des Personalbestands auf circa 100 Dienstposten für hochqualifiziertes Personal                                                   |
| 2010            | Einrüstung RMCDE und Anschluss an das MilRADNET der Luftwaffe |
| April 2011      | Durchführung des Einsatzbetriebs, nach ca. 3,5 Jahre dauernder Bauzeit, aus dem neuen CRC-Einsatzgebäude der Hachenberg-Kaserne und operationelle Nutzung des FüWES Lw GIADS III                                           |
| Januar 2014     | Einnahme der neuen Struktur gemäß Neuausrichtung der Bundeswehr, Integration von Bestandteilen des Einsatzführungsbereiches 1                                                                                              |
| November 2017   | Obsoleszenzbeseitigung der veralteten Computerkomponenten und Update von GIADS III |
| August 2018     | Beendigung der Obsoleszenzbeseitigung und Wiederinbetriebnahme des CRC-Einsatzgebäudes |
| 1. April 2025   | Auf- und Unterstellung eines eigenen Luftwaffensicherungsbataillons |

### Ehemalige Kommandeure
| Dienstgrad, Name                                                 | Dienstzeit                                     | Bemerkung                                      |
| II. Abteilung Fernmelderegiment 33 (seit 1966)                   | II. Abteilung Fernmelderegiment 33 (seit 1966) | II. Abteilung Fernmelderegiment 33 (seit 1966) |
| ---------------------------------------------------------------- | ---------------------------------------------- | ---------------------------------------------- |
| OTL Friedrich Thüring                                            | 09.05.1966 – 30.09.1968                        | verstorben                                     |
| OTL Paul Sommerhoff                                              | 01.10.1968 – 31.03.1970                        | verstorben                                     |
| OTL Martin Malmus                                                | 01.04.1970 – 31.07.1971                        |                                                |
| V. Lehrgruppe der Technischen Schule 2 der Luftwaffe (seit 1972) |                                                |                                                |
| OTL Dieter Franckenberg                                          | 01.08.1971 – 31.03.1975                        | verstorben                                     |
| O Hubert Schmitt                                                 | 01.04.1975 – 30.09.1978                        | verstorben                                     |
| O Lorenz Graf Strachwitz                                         | 01.10.1978 – 31.03.1980                        |                                                |
| O Friedrich-Wilhelm Lübbe                                        | 01.04.1980 – 31.03.1982                        |                                                |
| O Adolf Hennemann                                                | 01.04.1982 – 31.03.1985                        |                                                |
| O Felix Autrata                                                  | 01.04.1985 – 31.03.1986                        |                                                |
| O Wolfgang Schwerin                                              | 01.04.1986 – 31.03.1991                        |                                                |
| O Rolf Weckesser                                                 | 01.04.1991 – 31.03.1993                        |                                                |
| V. Lehrgruppe der Technischen Schule 1 der Luftwaffe (seit 1994) |                                                |                                                |
| O Arnulf Richardt                                                | 01.04.1993 – 12.12.1996                        |                                                |
| O Friedhelm Zwiener                                              | 13.12.1996 – 15.01.1999                        |                                                |
| O Günther Gülzow                                                 | 01.04.1999 – 31.03.2001                        |                                                |
| O Wolfgang Kruchem                                               | 31.03.2001 – 31.08.2002                        | verstorben                                     |
| Einsatzführungsbereich 2 (seit 2004)                             |                                                |                                                |
| O Groh                                                           | 01.09.2002 – 06.03.2007                        |                                                |
| O Dieter Beck                                                    | 07.03.2007 – 31.12.2011                        |                                                |
| O Martin Krüger                                                  | 01.01.2012 – 03.12.2014                        |                                                |
| O Lars Hoffmann                                                  | 03.12.2014 – 17.04.2018                        |                                                |
| O Jörg Sieratzki                                                 | 17.04.2018 – 29.09.2021                        |                                                |
| O Sven Menger                                                    | 29.09.2021 – 09.04.2025                        |                                                |